# Z-DNK
Z-DNK je jedna od mnogih mogućih struktura dvostrukog heliksa DNK molekula. On je levoruka struktura u kojoj se dvostruki heliks uvija na levo (umesto na desno, poput uobičajene B-DNK forme). Z-DNK se smatra jednom od tri biološki aktivne form strukture dvostrukog heliksa zajedno sa A- i B-DNK.

## Spoljašnje veze
- onlajn server